# Malthai
Malthai, apareix també com Maltai i Maltay, Maalthaya i Maaltha, en siríac ‘porta d'entrada’, el seu nom assiri fou Malitay, és una ciutat de la governació de Dahok a la regió autònoma del Kurdistan, a la riba d'un afluent del Tigris, el Noahr Dahok, a uns 60 km al nord de Mossul. L'antiga Maaltha era anomenada sovint Maalthat al-Masara que vol dir ‘Maaltha dels Cristians', però al segle xx va esdevenir kurda i musulmana. Té una posició estratègica, ja que és la vila per on s'entra des de la plana de l'Iraq a les muntanyes del Kurdistan i cap a Turquia a la Província de Hakkâri al sud del llac Van.
Fou seu d'un bisbat anomenat Maalthaya, Beth Nuhadra o Ba Nuhadra amb bisbes nestorians dels quals es tenen notícies des de 410 amb Isaac de Malthai i duren fins a 1265 amb Malkisho, i bisbes jacobites que comencen amb Zakar a finals del segle vi i duren fins a Yuhanna Yob el 1284. Fou ocupada per les forces del califa Úmar ibn al-Khattab manades per Utba ibn Farkad al-Sulami, el 641, junt amb Ba Hadhra i altres poblacions i va ser una localitat important que els àrabs anomenaren al-Maala o Maalla. Els geògrafs àrabs lloen la fertilitat del seu sòl i el de Fayshabur (abans Firuzshabur de Nu Nuhadra) i diuen que era una vila petita però rica amb jardins i una gran mesquita en un turó proper, i que produïa productes lactis, carbó, raïm i fruites. El 879-881 fou base del kharigita Harun en la seva lluita contra el governador de Mossul. Entre 979 i 980 els buwàyhida Àdud-ad-Dawla va fer des de la població una expedició contra els kurds Hakkâri els caps dels quals foren penjats. El 1049 o el 1050 fou saquejada per kurds que servien a Mutamid al-Dawla Kirwash ibn al-Mukallad, emir uqàylida de Mossul, en la lluita contra el seu germà Zaim al-Dawla Abu Kamil Baraka. Al segle xii va quedar arruïnada durant la invasió mongola, i va esdevenir un llogaret menor poblat de cristians. Els cristians i yezidis van patir les matances dels kurds al final del segle xix i l'església de Mar Zia hauria estat destruïda i els cristians van haver de fugir del poble vers 1906 o 1907 emportant-se els llibres de culte a Dahok. Des de llavors és una població kurda.
Les escultures rupestres de Malthai són del mateix estil que les de Bawiyan, fetes en temps del sargònida Sennàquerib. Prop del poble, al turó de Maaltha, a uns 7 km a l'oest de Nohadra, hi ha les restes del que es creu que fou una fortalesa d'importància militar en l'imperi assiri.